# Abraham Bloemaert

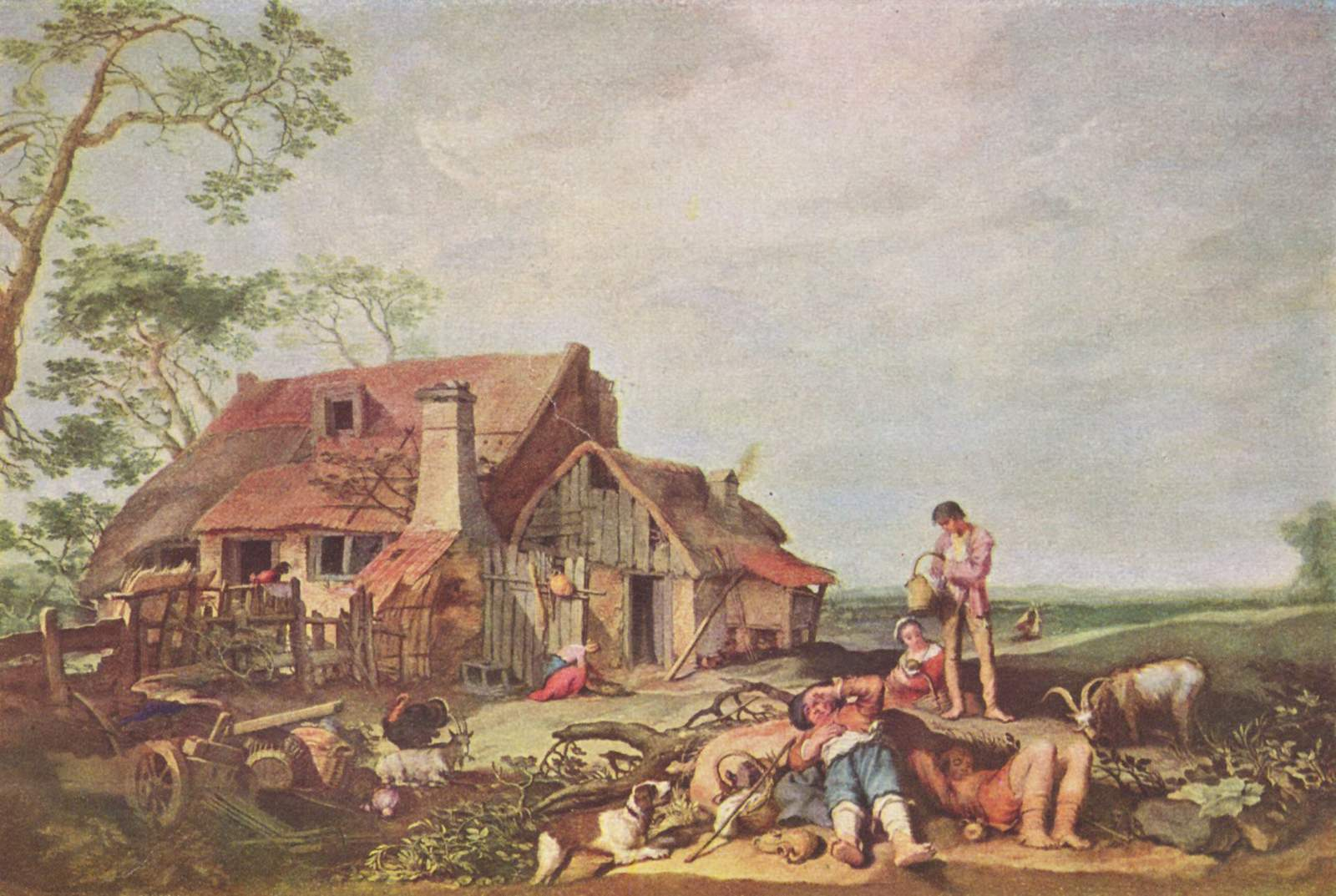
Boerenhof, 1630, Gemäldegalerij, Berlijn

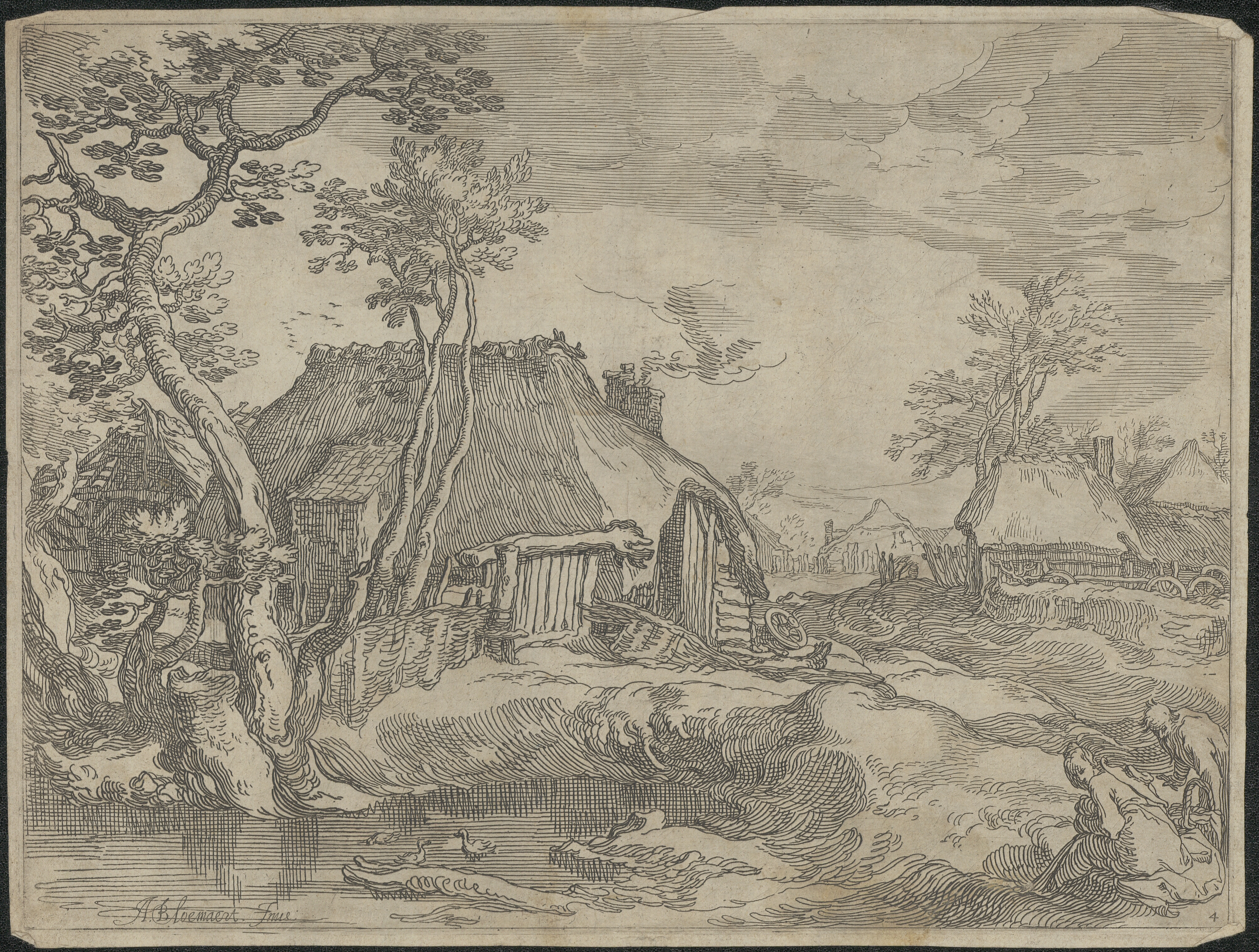
Het dorpje na de storm (ets), 1628, Universiteitsbibliotheek Gentt.

Abraham Cornelisz. Bloemaert (Gorinchem, 25 december 1564 of 1566 – Utrecht, 27 januari 1651) was een Nederlands kunstschilder te Utrecht. Hij geldt als een belangrijke exponent van het Noord-Nederlandse maniërisme.
Hij dient niet te worden verward met de Middelburgse schilder Abraham Blommaert (ca. 1626-voor 1679).

## Leven
Abraham Bloemaert werd in eerste instantie opgeleid door zijn vader Cornelis Bloemaert, die beeldhouwer en architect was. Rond 1575 trok het gezin naar Utrecht, waar Abraham leerling werd van de decoratieschilder Gerrit Splinter en van Joos de Beer. Als we Carel van Mander mogen geloven, heeft hij van hen niet al te veel opgestoken.
Van 1581 tot ongeveer 1585 verbleef hij in Parijs als leerling van ene Jean Bassot en van Hiëronymus Francken. Na een korte periode in Fontainebleau keerde hij naar Utrecht terug. Hier verbleef hij tot zijn dood, met uitzondering van de jaren 1591 tot en met 1593, die hij bij zijn vader Cornelis doorbracht. Daar trouwde hij op in 1592 met de Utrechtse Judith van Schonenburch, die in 1599 kinderloos stierf.
Hij hertrouwde in 1600 met Gerarda Hendrick, die hem minstens acht kinderen schonk. In 1611 was hij een van de oprichters van het Utrechtse schildersgilde Sint-Lucas, waarvoor hij in 1618 de functie van deken bekleedde. Samen met Paulus Moreelse begon hij in 1612 een tekenacademie. 
Bloemaert deed goede zaken, want in 1617 kocht hij een groot huis aan het Mariakerkhof, het centrum van de katholieke gemeenschap in Utrecht. Ondanks zijn welstand zou hij, in tegenstelling tot de protestante Moreelse, nooit een rol spelen in de Utrechtse politiek. Wel leverde zijn katholieke geloofsovertuiging hem verschillende opdrachten op uit de zuidelijke Nederlanden. 
Bloemaert had goede contacten in de intellectuele wereld. Tot zijn vriendenkring behoorde de Utrechtse oudheidkenner Aernout van Buchel. Bloemaerts studio werd in 1626 bezocht door Elizabeth Stuart, de vroegere koningin van Bohemen. Het volgende jaar werd hij bezocht door Rubens.
Bloemaert moet een begenadigd leraar zijn geweest, want hij leidde een groot aantal anderen op. Vanwege zijn vele bekend geworden leerlingen wordt hij wel de vader van de 17e-eeuwse Utrechtse schildersschool genoemd. Abraham Bloemaert overleed in Utrecht en werd begraven in de Catharijnekerk in Utrecht.

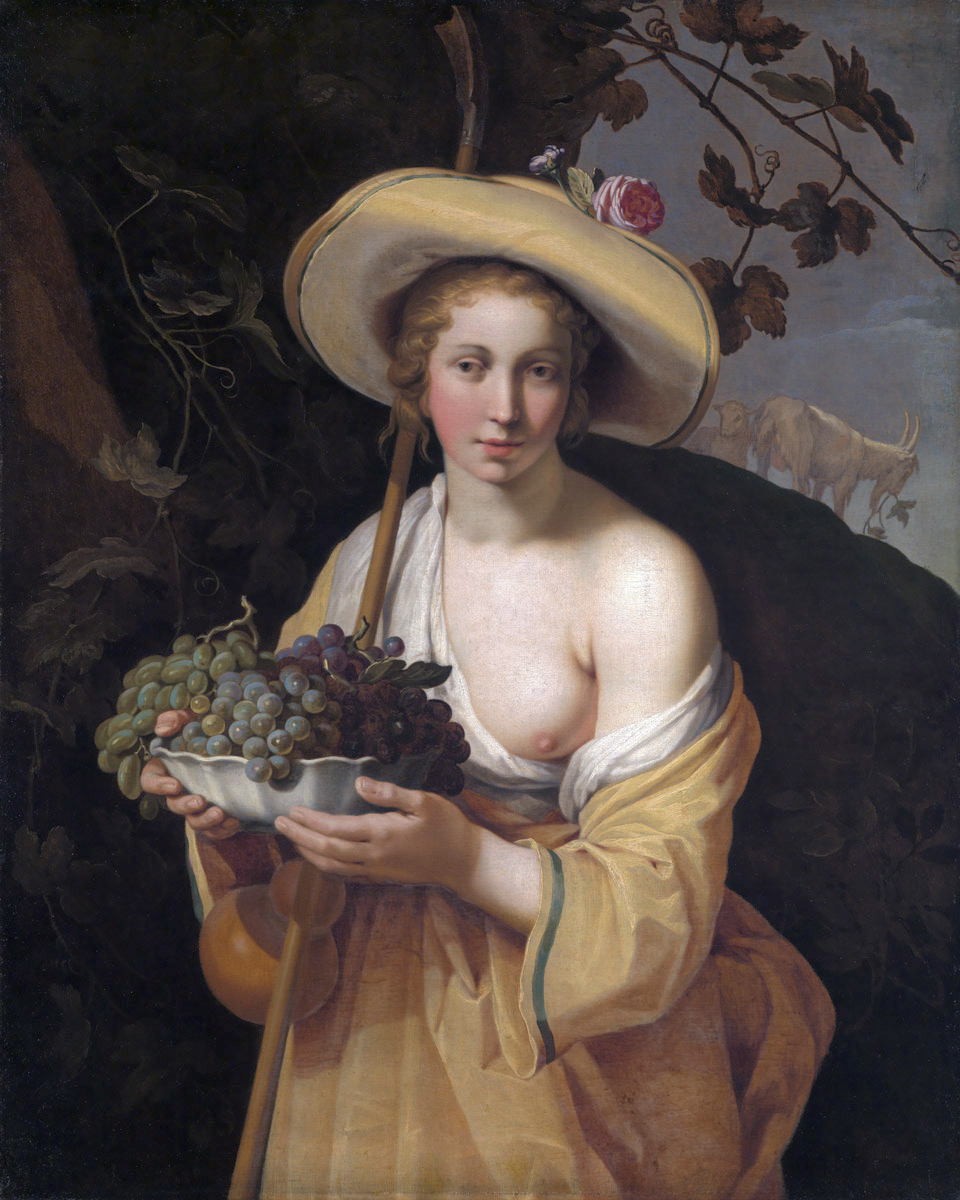
Herderin, olieverf op doek, 104 × 84 cm, Staatliche Kunsthalle Karlsruhe, Karlsruhe

## Werk
Van Bloemaert zijn niet alleen zo'n 200 schilderijen bekend, maar ook ongeveer 1000 tekeningen en 600 gravures. Hij schilderde vooral landschappen, mythologische en Bijbelse voorstellingen, maar daarnaast ook pastorale genrestukken. Hij gebruikte stralende kleuren, en zijn figuren zijn royaal en elegant. 
Aanvankelijk schilderde Bloemaert zijn historiestukken in een uiterst maniëristische stijl, verwant aan die van Cornelis van Haarlem en Joachim Wtewael. Zijn landschappen waren echter meer op de Vlaamse traditie geënt. Vanaf ca. 1600 treedt een mild classicisme op in zijn werk, vergelijkbaar met dat van Hendrick Goltzius in Haarlem. Via zijn leerlingen die naar Italië hadden gereisd, maakte hij vervolgens kennis met het clair-obscur van Caravaggio. Na een korte caravaggistische periode in de vroege jaren 1620 (zoals De Emmaüsgangers uit 1622, dat zich bevindt in het Koninklijk Museum voor Schone Kunsten van België in Brussel) werd zijn schildersstijl ten slotte steeds gladder en gelijkmatiger, zodat zijn latere schilderijen gerekend kunnen worden tot het classicisme, al wist hij zijn zwierige penseel nooit helemaal in te binden.
Dankzij gravures van zijn zoons kende Bloemaerts werk een grote verspreiding, en zijn tekeningen dienden tot in de negentiende eeuw als studiemateriaal.

## Openbare collecties
Werken van Abraham Bloemaert in openbare collecties zijn te bezichtigen in: 
- 's-Hertogenbosch in de Sint-Janskathedraal
- Den Haag in het Mauritshuis
- Utrecht in het Centraal Museum en het Museum Catharijneconvent
- Zwolle in Museum de Fundatie

## Bekende leerlingen
- Jan van Bijlert
- Hendrick Bloemaert
- Andries Both
- Jan Both
- Hendrick ter Brugghen
- Jacob Gerritsz. Cuyp
- Wybrand de Geest
- Gerard van Honthorst
- Willem van Honthorst
- Nicolaes Knüpfer
- Cornelis van Poelenburch
- Jan Baptist Weenix